# Circuit de la Sarthe 2014
La 62e édition du Circuit de la Sarthe a eu lieu du 8 au 11 avril 2014. La course fait partie du calendrier UCI Europe Tour 2014 en catégorie 2.1.

## Présentation

### Équipes
Classé en catégorie 2.1 de l'UCI Europe Tour, le Circuit de la Sarthe est par conséquent ouvert aux UCI ProTeams dans la limite de 50 % des équipes participantes, aux équipes continentales professionnelles, aux équipes continentales et aux équipes nationales.
L'organisateur a communiqué la liste des équipes invitées le 5 février 2014,,. 17 équipes participent à ce Circuit de la Sarthe - 9 ProTeams et 8 équipes continentales professionnelles :
| Nom de l'équipe     | Pays       | Code |
| ------------------- | ---------- | ---- |
| AG2R La Mondiale    | France     | ALM  |
| BMC Racing          | États-Unis | BMC  |
| Europcar            | France     | EUC  |
| FDJ.fr              | France     | FDJ  |
| Garmin-Sharp        | États-Unis | GRS  |
| Giant-Shimano       | Pays-Bas   | GIA  |
| Katusha             | Russie     | KAT  |
| Movistar            | Espagne    | MOV  |
| Trek Factory Racing | États-Unis | TFR  |

| Nom de l'équipe              | Pays      | Code |
| ---------------------------- | --------- | ---- |
| Androni Giocattoli-Venezuela | Italie    | AND  |
| Bretagne-Séché Environnement | France    | BSE  |
| Cofidis                      | France    | COF  |
| Colombia                     | Colombie  | COL  |
| IAM                          | Suisse    | IAM  |
| NetApp-Endura                | Allemagne | TNE  |
| Topsport Vlaanderen-Baloise  | Belgique  | TSV  |
| Wanty-Groupe Gobert          | Belgique  | WGG  |

## Étapes
| Étape     | Date     | Villes étapes                                 |  | Distance (km) | Vainqueur d’étape    | Leader du classement général |
| --------- | -------- | --------------------------------------------- |  | ------------- | -------------------- | ---------------------------- |
| 1re étape | 8 avril  | Saint-Jean-de-Monts - Saint-Géréon            |  | 197,2         | Nacer Bouhanni       | Nacer Bouhanni               |
| 2ea étape | 9 avril  | Ancenis - Angers                              |  | 88,3          | Jonas Ahlstrand      | Nacer Bouhanni               |
| 2eb étape | 9 avril  | Angers - Angers                               |  | 6,8           | Alex Dowsett         | Alex Dowsett                 |
| 3e étape  | 10 avril | Angers - Pré-en-Pail                          |  | 196,2         | Ramūnas Navardauskas | Ramūnas Navardauskas         |
| 4e étape  | 11 avril | Le Mans (Abbaye de l'Épau) - La Ferté-Bernard |  | 184,8         | Axel Domont          | Ramūnas Navardauskas         |

## Déroulement de la course

### 1reétape
|    | Coureur            | Équipe                       |    | Temps           |
| -- | ------------------ | ---------------------------- | -- | --------------- |
| 1  | Nacer Bouhanni     | FDJ.fr                       | en | 4 h 50 min 00 s |
| 2  | Giacomo Nizzolo    | Trek Factory Racing          | +  | m.t             |
| 3  | Juan José Lobato   | Movistar                     |    | m.t             |
| 4  | Bryan Coquard      | Europcar                     |    | m.t             |
| 8  | Nathan Haas        | Garmin-Sharp                 |    | m.t             |
| 6  | Yauheni Hutarovich | AG2R La Mondiale             |    | m.t             |
| 7  | Michel Kreder      | Wanty-Groupe Gobert          |    | m.t             |
| 8  | Manuel Belletti    | Androni Giocattoli-Venezuela |    | m.t             |
| 9  | Romain Feillu      | Bretagne-Séché Environnement |    | m.t             |
| 10 | Jonas Ahlstrand    | Giant-Shimano                |    | m.t             |

|    | Coureur            | Équipe                       |    | Temps           |
| -- | ------------------ | ---------------------------- | -- | --------------- |
| 1  | Nacer Bouhanni     | FDJ.fr                       | en | 4 h 49 min 50 s |
| 2  | Giacomo Nizzolo    | Trek Factory Racing          | +  | 4 s             |
| 3  | Thomas Sprengers   | Topsport Vlaanderen-Baloise  |    | 4 s             |
| 4  | Juan José Lobato   | Movistar                     |    | 6 s             |
| 5  | Dúber Quintero     | Colombia                     |    | 6 s             |
| 6  | Bryan Coquard      | Europcar                     |    | 10 s            |
| 7  | Nathan Haas        | Garmin-Sharp                 |    | 10 s            |
| 8  | Yauheni Hutarovich | AG2R La Mondiale             |    | 10 s            |
| 9  | Michel Kreder      | Wanty-Groupe Gobert          |    | 10 s            |
| 10 | Manuel Belletti    | Androni Giocattoli-Venezuela |    | 10 s            |

### 2ea étape
|    | Coureur            | Équipe                       |    | Temps           |
| -- | ------------------ | ---------------------------- | -- | --------------- |
| 1  | Jonas Ahlstrand    | Giant-Shimano                | en | 1 h 59 min 40 s |
| 2  | Juan José Lobato   | Movistar                     |    | m.t             |
| 3  | Nacer Bouhanni     | FDJ.fr                       |    | m.t             |
| 4  | Manuel Belletti    | Androni Giocattoli-Venezuela |    | m.t             |
| 5  | Romain Feillu      | Bretagne-Séché Environnement |    | m.t             |
| 6  | Yauheni Hutarovich | AG2R La Mondiale             |    | m.t             |
| 7  | Giacomo Nizzolo    | Trek Factory Racing          |    | m.t             |
| 8  | Nathan Haas        | Garmin-Sharp                 |    | m.t             |
| 9  | Thomas Sprengers   | Topsport Vlaanderen-Baloise  |    | m.t             |
| 10 | Jesús Herrada      | Movistar                     |    | m.t             |

|    | Coureur            | Équipe                       |    | Temps           |
| -- | ------------------ | ---------------------------- | -- | --------------- |
| 1  | Nacer Bouhanni     | FDJ.fr                       | en | 6 h 49 min 28 s |
| 2  | Juan José Lobato   | Movistar                     | +  | 4 s             |
| 3  | Giacomo Nizzolo    | Trek Factory Racing          |    | 6 s             |
| 4  | Jonas Ahlstrand    | Giant-Shimano                |    | 6 s             |
| 5  | Thomas Sprengers   | Topsport Vlaanderen-Baloise  |    | 6 s             |
| 6  | Tony Hurel         | Europcar                     |    | 9 s             |
| 7  | Emanuele Sella     | Androni Giocattoli-Venezuela |    | 10 s            |
| 8  | Manuel Belletti    | Androni Giocattoli-Venezuela |    | 12 s            |
| 9  | Yauheni Hutarovich | AG2R La Mondiale             |    | 12 s            |
| 10 | Nathan Haas        | Garmin-Sharp                 |    | 12 s            |

### 2eb étape
|    | Coureur              | Équipe                       |    | Temps      |
| -- | -------------------- | ---------------------------- | -- | ---------- |
| 1  | Alex Dowsett         | Movistar                     | en | 8 min 05 s |
| 2  | Rohan Dennis         | Garmin-Sharp                 | +  | 5 s        |
| 3  | Ramūnas Navardauskas | Garmin-Sharp                 |    | 7 s        |
| 4  | Anthony Delaplace    | Bretagne-Séché Environnement |    | 10 s       |
| 5  | Arnaud Gérard        | Bretagne-Séché Environnement |    | 10 s       |
| 6  | Kristof Vandewalle   | Trek Factory Racing          |    | 12 s       |
| 7  | Mathias Frank        | IAM                          |    | 15 s       |
| 8  | Anthony Roux         | FDJ.fr                       |    | 15 s       |
| 9  | Jérôme Coppel        | Cofidis                      |    | 16 s       |
| 10 | Gustav Larsson       | IAM                          |    | 16 s       |

|    | Coureur              | Équipe                       |    | Temps           |
| -- | -------------------- | ---------------------------- | -- | --------------- |
| 1  | Alex Dowsett         | Movistar                     | en | 6 h 57 min 45 s |
| 2  | Rohan Dennis         | Garmin-Sharp                 | +  | 5 s             |
| 3  | Ramūnas Navardauskas | Garmin-Sharp                 |    | 7 s             |
| 4  | Anthony Delaplace    | Bretagne-Séché Environnement |    | 10 s            |
| 5  | Arnaud Gérard        | Bretagne-Séché Environnement |    | 10 s            |
| 6  | Kristof Vandewalle   | Trek Factory Racing          |    | 12 s            |
| 7  | Giacomo Nizzolo      | Trek Factory Racing          |    | 12 s            |
| 8  | Mathias Frank        | IAM                          |    | 15 s            |
| 9  | Anthony Roux         | FDJ.fr                       |    | 15 s            |
| 10 | Jérôme Coppel        | Cofidis                      |    | 16 s            |

### 3eétape
|    | Coureur              | Équipe                       |    | Temps           |
| -- | -------------------- | ---------------------------- | -- | --------------- |
| 1  | Ramūnas Navardauskas | Garmin-Sharp                 | en | 4 h 58 min 12 s |
| 2  | Julien Simon         | Cofidis                      | +  | 4 s             |
| 3  | Anthony Roux         | FDJ.fr                       |    | 4 s             |
| 4  | Fabio Felline        | Trek Factory Racing          |    | 8 s             |
| 5  | Thomas Voeckler      | Europcar                     |    | 9 s             |
| 6  | Mathias Frank        | IAM                          |    | 9 s             |
| 7  | Steve Cummings       | BMC Racing                   |    | 9 s             |
| 8  | Anthony Delaplace    | Bretagne-Séché Environnement |    | 9 s             |
| 9  | Jesús Herrada        | Movistar                     |    | 9 s             |
| 10 | Bartosz Huzarski     | NetApp-Endura                |    | 9 s             |

|    | Coureur              | Équipe                       |    | Temps            |
| -- | -------------------- | ---------------------------- | -- | ---------------- |
| 1  | Ramūnas Navardauskas | Garmin-Sharp                 | en | 11 h 55 min 54 s |
| 2  | Rohan Dennis         | Garmin-Sharp                 | +  | 17 s             |
| 3  | Anthony Roux         | FDJ.fr                       |    | 18 s             |
| 4  | Julien Simon         | Cofidis                      |    | 18 s             |
| 5  | Anthony Delaplace    | Bretagne-Séché Environnement |    | 22 s             |
| 6  | Arnaud Gérard        | Bretagne-Séché Environnement |    | 22 s             |
| 7  | Mathias Frank        | IAM                          |    | 27 s             |
| 8  | Steve Cummings       | BMC Racing                   |    | 30 s             |
| 9  | Jesús Herrada        | Movistar                     |    | 30 s             |
| 10 | Fabio Felline        | Trek Factory Racing          |    | 32 s             |

### 4eétape
|    | Coureur              | Équipe                       |    | Temps           |
| -- | -------------------- | ---------------------------- | -- | --------------- |
| 1  | Axel Domont          | AG2R La Mondiale             | en | 4 h 32 min 01 s |
| 2  | Angélo Tulik         | Europcar                     | +  | 3 s             |
| 3  | Anthony Geslin       | FDJ.fr                       |    | 3 s             |
| 4  | Gustav Larsson       | IAM                          |    | 3 s             |
| 5  | Vegard Stake Laengen | Bretagne-Séché Environnement |    | 3 s             |
| 6  | Nacer Bouhanni       | FDJ.fr                       |    | 8 s             |
| 7  | Giacomo Nizzolo      | Trek Factory Racing          |    | 8 s             |
| 8  | Manuel Belletti      | Androni Giocattoli-Venezuela |    | 8 s             |
| 9  | Bryan Coquard        | Europcar                     |    | 8 s             |
| 10 | Leonardo Duque       | Colombia                     |    | 8 s             |

|    | Coureur              | Équipe                       |    | Temps            |
| -- | -------------------- | ---------------------------- | -- | ---------------- |
| 1  | Ramūnas Navardauskas | Garmin-Sharp                 | en | 16 h 28 min 03 s |
| 2  | Rohan Dennis         | Garmin-Sharp                 | +  | 14 s             |
| 3  | Julien Simon         | Cofidis                      |    | 17 s             |
| 4  | Anthony Roux         | FDJ.fr                       |    | 18 s             |
| 5  | Anthony Delaplace    | Bretagne-Séché Environnement |    | 22 s             |
| 6  | Arnaud Gérard        | Bretagne-Séché Environnement |    | 22 s             |
| 7  | Mathias Frank        | IAM                          |    | 27 s             |
| 8  | Steve Cummings       | BMC Racing                   |    | 30 s             |
| 9  | Jesús Herrada        | Movistar                     |    | 30 s             |
| 10 | Fabio Felline        | Trek Factory Racing          |    | 32 s             |

## Classements finals

### Classement général
|    | Cycliste             | Pays        | Équipe                       |    | Temps            |
| -- | -------------------- | ----------- | ---------------------------- | -- | ---------------- |
| 1  | Ramūnas Navardauskas | Lituanie    | Garmin-Sharp                 | en | 16 h 28 min 03 s |
| 2  | Rohan Dennis         | Australie   | Garmin-Sharp                 | +  | 14 s             |
| 3  | Julien Simon         | France      | Cofidis                      |    | 17 s             |
| 4  | Anthony Roux         | France      | FDJ.fr                       |    | 18 s             |
| 5  | Anthony Delaplace    | France      | Bretagne-Séché Environnement |    | 22 s             |
| 6  | Arnaud Gérard        | France      | Bretagne-Séché Environnement |    | 22 s             |
| 7  | Mathias Frank        | Suisse      | IAM                          |    | 27 s             |
| 8  | Steve Cummings       | Royaume-Uni | BMC Racing                   |    | 30 s             |
| 9  | Jesús Herrada        | Espagne     | Movistar                     |    | 30 s             |
| 10 | Fabio Felline        | Italie      | Trek Factory Racing          |    | 32 s             |

### Classements annexes
|   | Cycliste         | Équipe              | Points |
| - | ---------------- | ------------------- | ------ |
| 1 | Nacer Bouhanni   | FDJ.fr              | 51     |
| 2 | Giacomo Nizzolo  | Trek Factory Racing | 38     |
| 3 | Juan José Lobato | Movistar            | 38     |

|   | Cycliste         | Équipe                      | Points |
| - | ---------------- | --------------------------- | ------ |
| 1 | Thomas Sprengers | Topsport Vlaanderen-Baloise | 34     |
| 2 | Marco Minnaard   | Wanty-Groupe Gobert         | 33     |
| 3 | Tony Hurel       | Europcar                    | 18     |

|   | Cycliste      | Équipe              |    | Temps            |
| - | ------------- | ------------------- | -- | ---------------- |
| 1 | Rohan Dennis  | Garmin-Sharp        | en | 16 h 28 min 17 s |
| 2 | Jesús Herrada | Movistar            | +  | 16 s             |
| 3 | Fabio Felline | Trek Factory Racing |    | 18 s             |

|   | Équipe                       | Pays       |    | Temps            |
| - | ---------------------------- | ---------- | -- | ---------------- |
| 1 | Garmin-Sharp                 | États-Unis | en | 49 h 26 min 00 s |
| 2 | Bretagne-Séché Environnement | France     | +  | 7 s              |
| 3 | BMC Racing                   | États-Unis |    | 8 s              |

## Évolution des classements
| Étape              | Vainqueur            | Classement général   | Classement par points | Classement de la montagne | Classement du meilleur jeune | Classement par équipes |
| ------------------ | -------------------- | -------------------- | --------------------- | ------------------------- | ---------------------------- | ---------------------- |
| 1                  | Nacer Bouhanni       | Nacer Bouhanni       | Nacer Bouhanni        | Thomas Sprengers          | Nacer Bouhanni               | AG2R La Mondiale       |
| 2a                 | Jonas Ahlstrand      | Nacer Bouhanni       | Nacer Bouhanni        | Thomas Sprengers          | Nacer Bouhanni               | Movistar               |
| 2b                 | Alex Dowsett         | Alex Dowsett         | Nacer Bouhanni        | Thomas Sprengers          | Rohan Dennis                 | Garmin-Sharp           |
| 3                  | Ramūnas Navardauskas | Ramūnas Navardauskas | Nacer Bouhanni        | Marco Minnaard            | Rohan Dennis                 | Garmin-Sharp           |
| 4                  | Axel Domont          | Ramūnas Navardauskas | Nacer Bouhanni        | Thomas Sprengers          | Rohan Dennis                 | Garmin-Sharp           |
| Classements finals | Classements finals   | Ramūnas Navardauskas | Nacer Bouhanni        | Thomas Sprengers          | Rohan Dennis                 | Garmin-Sharp           |

## Liste des participants
- Liste de départ complète